# عبدالحق عشیق
عبدالحق عشیق (انگلیسی: Abdelhak Achik؛ زادهٔ ۱۱ مارس ۱۹۵۹) بوکسور اهل مراکش است.
وی در مسابقات کشوری و بین‌المللی در مجموع برندهٔ ۱ مدال برنز شده‌است.